# Orchard Park (town, New York)
Orchard Park est une ville située dans le comté d'Érié, dans l'État de New York, aux États-Unis,. En 2010, elle comptait une population de 29 054 habitants, estimée au 1er juillet 2020 à 29 686 habitants.

## Démographie
Lors du recensement de 2010, la ville comptait une population de 29 054 habitants. Elle est estimée, en 2020, à 29 686 habitants.